# 4 d'Aquari
4 d'Aquari (4 Aquarii) o CCDM J20514-0537 AB és una estrella variable de tipus espectral F5V. És una estrella blanca de la seqüència principal amb fortes línies H i K de Ca II i té ionitzacions metàl·liques neutres. 4 d'Aquari és aproximadament a 190 anys llum de la Terra i té una magnitud absoluta de 6.48 i la seva velocitat radial negativa indica que l'estrella s'apropa al sistema solar. 4 d'Aquari és un sistema d'estrelles format per 4 components. La component principal A és de magnitud 6,07. La component B és de magnitud 7,6. La component C és de magnitud 12,9, separada per 68,7 segons d'arc d'A i amb un angle de 316 graus. La component D és de magnitud 9,4, separada per 131,3 segons d'arc d'A amb un angle de 329 graus.

## Observació
Es tracta d'una estrella situada a l'hemisferi celeste austral, molt a prop de l'equador celeste; el que comporta que pugui ser observada des de totes les regions habitades de la Terra, exceptuant el cercle polar àrtic. A l'hemisferi sud sembla circumpolar només en les àrees més internes de l'antàrtida, sent de magnitud 6,1 és al límit de la visibilitat a ull nu. El millor període per a la seva observació és entre els mesos de juny i novembre. El període de visibilitat és pràcticament el mateix en els dos hemisferis degut a la seva posició propera a l'equador celeste.